# 나리타 공항 하늘과 대지의 역사관

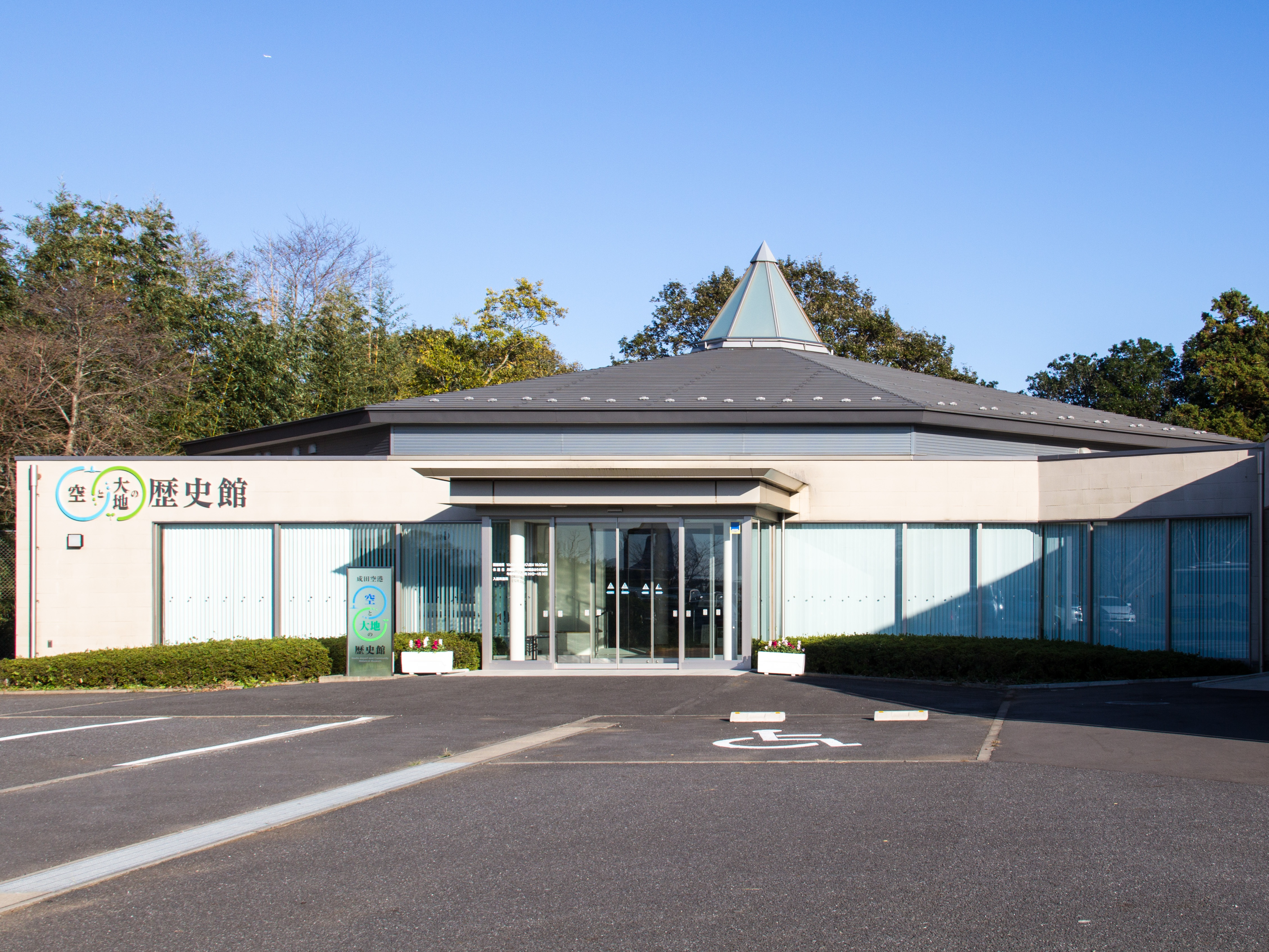
나리타 공항 하늘과 대지의 역사관

나리타 공항 하늘과 대지의 역사관(일본어: 成田空港 空と大地の歴史館)은 일본 지바현 시바야마정 이와야마에 있는 나리타 공항 문제(산리즈카 투쟁)에 관한 박물관이다. 2011년 6월 23일에 개관하였다.